# Howard Freeman
Howard Freeman (Helena, 9 dicembre 1899 – New York, 11 dicembre 1967) è stato un attore statunitense.

## Filmografia parziale

### Cinema
- Girl Crazy, regia di Norman Taurog e Busby Berkeley (1943)
- Il pazzo di Hitler (Hitler's Madman), regia di Douglas Sirk (1943)
- Comando segreto (Secret Command), regia di A. Edward Sutherland (1944)
- La dalia azzurra (The Blue Dahlia), regia di George Marshall (1946)
- I predoni della città (Abilene Town), regia di Edwin L. Marin (1946)
- Vecchia California (California), regia di John Farrow (1947)
- La fossa dei serpenti (The Snake Pit), regia di Anatole Litvak (1948)
- Passo falso (Take One False Step), regia di Chester Erskine (1949)
- Scaramouche, regia di George Sidney (1952)

### Televisione
- Lights Out – serie TV, episodio 3x18 (1950)